# Xenimpia clenchi
Xenimpia clenchi är en fjärilsart som beskrevs av Pierre E.L. Viette 1980. Xenimpia clenchi ingår i släktet Xenimpia och familjen mätare. Inga underarter finns listade i Catalogue of Life.